# Francesco Musso
Francesco Musso, född 22 augusti 1937 i Port-Saint-Louis-du-Rhône i Frankrike, är en italiensk före detta boxare.
Musso blev olympisk mästare i fjädervikt i boxning vid sommarspelen 1960 i Rom.